# Junkers Ju 488
Le Junkers Ju 488 était un projet de bombardier stratégique lourd décliné du Junkers 188 conçu au cours de la Seconde Guerre mondiale par l'Allemagne nazie.

## Développement
Le Junkers 488 fut en fait un des nombreux projets proposés au RLM (Reichsluftfahrtministerium : Ministère de l´aéronautique du Reich) pour bombarder les principales métropoles américaines et, après son entrée en guerre, le Brésil.
En 1935, Junkers et Dornier répondirent à cette demande en proposant respectivement le Junkers Ju 89 et le Dornier Do 19. Mais si on avait poursuivi leur construction, ils auraient été déclarés obsolètes au début de la guerre. La production se résuma donc à respectivement une demi-dizaine de prototypes.
Dès lors, d´autres constructeurs renommés comme Blohm & Voss avec la série des hydravions géants BV 222, BV 238 et BV 250 ou Messerschmitt avec le Me 264 lancèrent leurs idées dans la course, les susnommés atteignirent tous le stade de prototypes mais n´entrèrent jamais en action. Les causes étaient diverses : le manque accru de ressources matérielles et de carburant à la fin de la guerre ou encore la destruction par des raids alliés.
Les projets les plus prometteurs étaient le Heinkel He 177 (qui entra en action comme bombardier conventionnel avec six tonnes de bombes ou comme bombardier anti-navires avec missiles guidés du type FX 1400 et Henschel Hs 293 A), et le Junkers 488 (bombardier lourd quadrimoteur dérivé du Junkers Ju 188). Deux prototypes du Junkers étaient fin prêts à l´usine de Toulouse lorsqu'un raid aérien allié les détruisit. Quatre autres étaient en cours de finition chez Latécoère mais ne furent plus complétés car l´armée n´avait plus besoin de bombardier stratégique.
Les généraux Ernst Udet, Walther Wever et Werner Kneipe avaient été les principaux défenseurs de l´idée d´envoyer un bombardier lourd attaquer l´Amérique mais, après la mort de Wever dans un crash d´avion en 1936 et le suicide de Udet en 1941, Kneipe se retrouva confronté à Albert Kesselring, son supérieur tactique qui interdit formellement l´idée de bombarder l´Amérique.

## Bombardement stratégique (anti-cité)
En 1943, le projet fut repris, l´idée étant cette fois-ci d´envoyer un Heinkel 177 modifié ou un Junkers Ju 390 larguer une bombe sur New York, en vue de terroriser la population, à la manière du "London Blitz". Mais la situation de l´armée allemande engagée sur tous les fronts empêcha la réalisation de ce projet. Le 21 août 1944, Werner Kneipe inscrivit cette phrase dans son journal de bord : « Courte proposition au sujet de bombarder New York avec bombardier à long rayon d'action. La Kriegsmarine ne peut plus fournir sous-marin de récupération des pilotes. Abandonne le projet. »